# Svante Widén
Svante Erik Widén, född 9 juni 1938 i Avesta, död 29 november 2007 i Tveta församling, Södertälje kommun, var en svensk pianist, arrangör, dirigent, musikproducent och pedagog. Utbildad vid Uppsala universitet och Kungliga Musikhögskolan i Stockholm.
Widén var musiklärare i Enskede, Hässelby Gård och Solna 1965–1968, inspelningschef för förlagshuset Filadelfia 1968–1972, Music Director i Evangel Temple i Nashville i Tennessee 1973–1974, musiklärare i Vällingby och Dalarö samt vid SMI, Södra Latin och Sköndalsinstitutet 1975–1977. Han var lektor vid Kungliga Musikhögskolan i Stockholm 1977–1990, lektor vid Katedralskolan i Växjö 1990–1999 och Director musices vid Växjö universitet 2000–2006.
Han var medlem i MENC (Music Educators National Conference) , GMA (Gospel Music Association)  och National Academy of Recording Arts and Science , alla i USA, Continental Arts i Holland samt STIM och NCB. Han medverkade i kurser och workshops i Holland och i USA, ofta tillsammans med sin mångårige mentor Ralph Carmichael . Dennes avancerade harmonik och arrangemangsteknik var hans inspirationskälla ända sedan början av 1960-talet.
Svante Widén blev uppmärksammad redan som 18-årig inhoppare för Einar Ekbergs ordinarie pianist och han blev tidigt en ofta anlitad ackompanjatör för många av frikyrkorörelsens solosångare och sånggrupper, med turnéer både i Skandinavien och USA/Kanada.
Han var organist och körledare i Södermalmskyrkan i Stockholm, 1959–1968, arrangör, kompmusiker, och/eller kapellmästare för många olika slags inspelningar och framträdanden, exempelvis i ”Ungdomens kväll”, SR Örebro 1956–1965, och Arthur Eriksons programserie  ”O store Gud”, SVT 1964–1967, country-skivor med Johnny Cash och Connie Smith och Toner för miljoner och tv-serien Minns du sången. Han var arrangör, pianist och musikalisk ledare för den ekumeniska ungdomskören Gospelkören  1962-1968, vars banbrytande arrangemang också öppnade USA-marknaden för honom.
1968–1972 var han inspelningschef för pingströrelsens skivbolag Hemmets Härold. Han startade dess nya skivmärke Prim Records. Därefter följde två år i Nashville i USA, som Music Director hos pastor Jimmy Snow i The Evangel Temple.
Widén var författare till Instrumentation (1985), lärobok för studenterna vid musiklärar- och kyrkomusikerlinjen. Boken är översatt till både engelska och tyska. Han var musikansvarig för krönikespelet 1994 i samband med Växjö Katedralskolas 350-årsjubileum. Till Växjö domkyrkas återinvigning 1995 uruppfördes hans Intrada och Extrada för tre körer, två orgelverk, brassgrupp med pukor och stråkorkester.
Han producerade genom åren ett stort antal skivor och höll kurser, föredrag och musiksamlingar över hela landet. Han skrev också artiklar, debattinlägg och musikrecensioner och hade tidvis fasta kolumner i Dagen, Svenska Journalen, Smålandsposten och i fackpress.

## Psalmer
Svante Widén satt med i musikgruppen för Segertonerkommittén 1988. Han finns representerad med tre psalmer i psalmboken.
- Säg mig hans namn igen, översatt 1963.[7]
- Jag behöver dig, Jesus, skrev 1962 verserna 3-4.[7]
- I Guds eget Ord vi läser, översatt 1967.[7]